# Dieter Perau
Dieter Perau (Diepholz, 7 febbraio 1938) è un ex calciatore tedesco.

## Biografia
Calciatore, Perau giocò in patria e negli Stati Uniti d'America. Suo figlio Oliver è stato uno dei membri del gruppo musicale Terry Hoax.

## Carriera
Esordì nell'Arminia Hannover nel pareggio casalingo a reti bianche contro il VfL Oldenburg l'11 agosto 1963. La sua prima rete con la squadra di Hannover la segnò nel pareggio esterno dei suoi contro il SV Friedrichsort l'8 settembre 1963.
Nel 1964 passa al Schwarz-Weiß Essen, società in cui gioca sino al 1967.
Nel 1967 passa agli statunitensi del Pittsburgh Phantoms, società militante nella NPSL. Con i Phantoms si piazzerà al sesto ed ultimo posto della Eastern Division.
La stagione seguente Perau viene ingaggiato dai New York Generals, partecipando così alla prima edizione della NASL. Con il sodalizio newyorkese Perau giungerà al terzo posto della Atlantic Division. Perau fu il miglior marcatore stagionale della sua squadra con tredici reti realizzate.
Terminata l'esperienza americana, Perau tornò in patria per giocare nel TuS Celle.